# De gezanten van Mars
De gezanten van Mars is het vierendertigste stripverhaal uit de reeks van Suske en Wiske, geschreven door Willy Vandersteen. Het werd van 2 februari 1955 tot en met 4 april 1956 gepubliceerd in het stripweekblad Kuifje, als het het zesde verhaal in de blauwe reeks. 
De eerste albumuitgave was later in 1956, als nummer 5 in de blauwe reeks; dit kwam doordat Het Spaanse spook in deze reeks als 0 was genummerd. In 1971 is het verhaal ook uitgekomen in de Vierkleurenreeks, nu met albumnummer 115, waarbij enkele pagina's werden weggelaten. De geheel oorspronkelijke versie verscheen in 1996 nog eens in Suske en Wiske Klassiek.

## Locaties
- Washington, Frankrijk, Nice met casino, Côte d'Azur (Azurenkust), verlaten hoeve, villa Lambik, Parijs, de Seine, Place de la Concorde, vliegveld, rotsplateau Les Gorges du Loup

## Personages
- Suske, Wiske, Lambik, Costo[1] (commandant ter zee en bevelhebber van de dienst voor diepzee-onderzoek), kwartiermeester, agenten, inbreker, Cordin en zijn zoon Antoine (Tony), Petaritz (geheim agent), X17, generaal Mesailes, professor Trouvtou, de president, kelner, pers, professor Spinkopz, kapitein, landbouwers, stewardess, atoomgeleerden, kernfysicaspecialisten, militair deskundigen uit alle landen, kikvorsmannen, verkenner, het leger, vermeende "gezanten van Mars"

## Het verhaal
Op 24 juni 1947 worden boven de Amerikaanse staat Washington lichtgevende schotels gesignaleerd. Men vraagt zich af of dit een geheim wapen is, of een ruimteschip. Lambik verblijft samen met Suske en Wiske in zijn villa aan de Azurenkust en vertelt dat de legenden van Atlantis al over vliegende luchtboten spreken. Ze ontmoeten Costo, die onderzoek doet naar een Grieks wijnschip dat 2200 jaar geleden gezonken is. Costo heeft een amfora gezien met beelden van de schotels. Ze gaan naar de Lycapso, waar ze de kwartiermeester bewusteloos aantreffen. Ze ontdekken ook dat de duikspullen in de boot zijn gebruikt. Lambik besluit te duiken naar de amfora. Hij vindt de kruik, maar dan valt deze op de boot kapot. Er blijkt een document in te zitten met aanwijzingen die duiden op ruimtevaart. 
Op radio en tv worden inmiddels berichten uitgezonden over een vliegende schotel die is waargenomen boven het casino in Nice. De meeste mensen geloven deze nieuwsberichten niet, maar Lambik volgt met zijn telescoop de ruimte en ziet 's nachts inderdaad iets wat sterk op de schotel lijkt hoog in de lucht. De vrienden volgen dit object en rijden richting Nice. Een straal raakt Lambik en Suske en Wiske maken foto’s. Lambiks teken met een witte vlag wordt beantwoord als de schotel weer opstijgt. Een agent verjaagt een inbreker uit Lambiks huis, maar het document blijkt verdwenen te zijn. Er volgt een telefoontje, waarna de vrienden naar een verlaten hoeve gaan. Cordin en diens zoontje Antoine hebben foto’s van de inbreker,  gemaakt door Antoine met zijn vliegende speelgoedschotel. Ze vinden het document terug en een geheim agent hoort het verhaal en belt X17.  Lambik rijdt naar Parijs. 
De schurk Petaritz valt de kinderen aan, maar een vliegende schotel redt hen. De bestuurder van de schotel verklaart dat hij van Mars komt. Lambik gaat naar de generale staf van het luchtleger. Generaal Mesailes laat professor Trouvtou onderzoek doen, het blijken echte foto’s van een ruimteschip te zijn. Het document is nog niet ontcijferd. De Dienst voor het Geheimschrift wordt op de zaak gezet, Mesailes waarschuwt alvast de president. Een kelner ziet de ontvoering van Lambik en de pers publiceert het verhaal meteen. De cryptografische dienst onderzoekt het document, terwijl Lambik op een rivierschuit wordt ondervraagd. De spionnen verdenken de Franse overheid. Tony, die een eigen eenpersoons vliegende schotel bezit, ziet het signaal van zijn vrienden als ze olie uit de boot gooien. Hij kan zijn vrienden bevrijden door middel van een vreemde straal. Lambik rijdt op de schotel richting de generaal, maar koopt een krant. Dan blijkt Tony te zijn verdwenen. 
In de krant leest Lambik dat de schotels nu ook boven eigen land zijn gesignaleerd. Er gaan geruchten dat een volk dat hier duizenden jaren geleden woonde is vertrokken naar Mars. Af en toe komen ze nog kijken hoe het op Aarde is met de mensheid. Petaritz laat slaapgasbommen ontploffen en steelt het document en de codesleutel. Suske en Wiske gaan naar de politie, maar de boot is onvindbaar. De vrienden gaan terug naar de villa. Die nacht worden ze ontvoerd. De ontvoering wordt weer gefilmd door Antoine. De ontvoerders zeggen dat zij de "gezanten van Mars" zijn en nu op studiereis zijn. Omdat ze de ontvoering willen goedmaken, zullen de vrienden meegaan op ruimtereis. De schotel ontkomt aan een straalvliegtuig en de gezanten vertellen dat er op Mars geen oorlog heerst, een elektronisch brein beslist bij geschillen.
De vrienden komen eerst langs de maan. Tijdens de reis worden ze bijna geraakt door een meteoriet. Dan arriveren ze op Mars, maar er wordt geen toestemming gegeven om hier in bewoond gebied te komen. Als Lambik in zijn ruimtepak buiten de schotel stapt, gaat zijn helm stuk bij een val. De schotel vertrekt, maar dan blijken Suske en Wiske stiekem toch naar buiten gegaan te zijn. Ze zijn nu in de verboden zone en ontmoeten daar een elektronische wachter met automatisch machinegeweer. Ze worden op tijd weer door de schotel opgepikt als blijkt dat ze de ´bewoonde zone´ in ieder geval niet hebben gezien. Suske en Wiske zien nog een vreemd teken op een steen in de bergen staan.
De schotel gaat terug naar aarde. Lambik vertelt dan over Petaritz en vraagt zich af wat de tekst betekent. De gezant legt uit dat de boodschap betekent dat de eerste vliegende schotel met Marsbewoners officieel zal landen in Parijs. De spionnen gaan naar de Azurenkust en worden gevolgd door de schotel, maar Tony raakt zijn wapen kwijt en stort in zee. De auto van de spionnen is ook stukgegaan en de mannen gaan naar het vliegveld, waar ze een pakketje aan boord van een vliegtuig stoppen. In de lucht komt een waarschuwing voor een bomaanslag en het vliegtuig gaat meteen terug naar het vliegveld. De aanslag mislukt doordat de echte bom en een nepbom zijn verwisseld. 
Lambik volgt de boeven hierna nog korte tijd. Tony luistert af in de boot, de ontcijfering van de tekst wordt uitgelegd maar de spion gelooft niet in Marsbewoners en verdenkt de Franse overheid. Tony wordt gevangen en de rivierboot blijkt een gecamoufleerde duikboot te zijn. Lambik vertelt de president over zijn ontmoeting met Marsbewoners en een vliegende schotel werpt een briefje af boven Parijs. Over twee dagen zal de schotel landen om 3 uur op de Place de la Concorde. Het nieuws komt in de krant. Spionnen van Petaritz plaatsen intussen bommen onder het podium. Suske en Wiske zien dit, maar ze worden gevangengenomen. Geleerden uit de hele wereld arriveren en Lambik wordt in een triomfwagen door de stad gereden. Hij begroet de Marsbewoners als oude bekenden en stelt hen voor aan de president. Zes atoomgeleerden gaan aan boord om daar onderwezen te worden in de geheimen van het ruimteschip. De president hoopt op een goede samenwerking tussen de planeten. Intussen gaan de bendeleden van Petaritz, vermomd als pers, naar het podium wanneer de bom niet op tijd blijkt te ontploffen. Suske, Wiske en Tony worden door de politie bevrijd. Petaritz en zijn bende, die voor een buitenlandse opdrachtgever werken, worden hierna ingerekend. De vrienden worden van alle kanten bedankt voor hun hulp. Dan vraagt iemand opeens aan Lambik wie de acteurs zijn die Marsbewoners spelen. Lambik begrijpt aanvankelijk niets van deze vraag. 
Dan stijgt de schotel plotseling op, met de zes atoomgeleerden aan boord. Even later wordt er vanuit de "ruimteschotel" losgeld geëist. Alles wordt nu eindelijk duidelijk: Lambik, Suske, Wiske, en via hen de Franse president en natie, zijn bedrogen door een criminele bende die nog machtiger is dan die van Petaritz. De vermeende vlucht naar Mars werd in scène gezet met verklede boeven, gesimuleerde beelden en een tot een vliegende schotel omgebouwd vliegtoestel. Suske en Wiske herinneren zich de steen die ze tijdens hun uitstapje zagen, en dit wordt op tv uitgezonden. Een scoutingverkenner neemt contact op, hij heeft het teken voor drinkbaar water achtergelaten bij een kampeertocht naar het rotsplateau Les Gorges du Loup. Lambik landt met een parachute in het gebied en verslaat een elektronisch monster. Het leger arriveert nu ook en de schotel vliegt weg. Ze vinden een bewusteloze man in Lambiks kleren, maar dit blijkt een van de bendeleden te zijn die door Lambik is neergeslagen. Lambik overmeestert intussen in vermomming de schurken; hij is aan boord van de schotel gekomen. Hij voorkomt dat de geleerden in zee gedumpt worden, door het extra gewicht van deze mensen moet de schotel landen in zee. De boeven worden gevangengenomen en de vrienden vliegen naar het rustoord terug. 
Tony komt weer met zijn schotel en vertelt dat hij nu echt terug naar Mars moet. De mensen maken nog altijd veel ruzie onderling en hij zal af en toe komen kijken of het al verbeterd is op aarde. Lambik, Suske en Wiske zeggen dat hij nu maar eens moet ophouden met spelletjes spelen. Tony reageert onverschillig en vliegt weg.  Als Tony net is weggevlogen, zijn ineens Antoine − de echte Tony − en zijn vader ter plekke. De vrienden horen dat beiden al die tijd in Engeland waren. Antoine bezit ook helemaal geen schotel waar hij zelf in kan vliegen. Suske, Wiske en Lambik vragen zich af wie er dan al die tijd wel bij hen is geweest; blijkbaar was dit dus toch een echte Marsbewoner.

## Achtergronden
- Het verhaal heeft astronomie en buitenaards leven als hoofdthema's, naast het vangen van een criminele bende. De algehele sfeer is echter – ondanks dat er duidelijke sciencefiction-elementen in zitten, naast echte wetenschap – wat realistischer dan doorgaans het geval is in Suske en Wiske-verhalen van dit type.[5] De gezanten van Mars bevat ook geen enkele verwijzing naar sprookjes of mythologie. Er komt anderzijds een echte alien in voor, maar diens gezicht blijft gedurende het hele verhaal verborgen.
- Vandersteen liet dit verhaal zich afspelen in 1947, in verband met het Roswellincident dat op 8 juli van dat jaar plaatsvond.[6]  Hij situeerde het verhaal grotendeels in Parijs, omdat ook de Franse stripmarkt steeds belangrijker werd voor het weekblad Kuifje waar Vandersteen onder meer dit verhaal voor maakte. Vandersteen wilde zodoende op deze trend inhaken.
- Vandersteen speelt zelf een kleine cameo aan het begin van het verhaal. Hier verklaart hij de schotels te willen bestuderen voor "een nieuw stripverhaal". Ook de Franse onderzoeker Jacques-Yves Cousteau verschijnt kort in beeld aan het begin. Bij de heruitgave in de Vierkleurenreeks is vermoedelijk uitgegaan van de publicatie zoals die was verschenen in Ons Volkske. Vandersteen verwijst hierdoor in zijn cameo naar dit blad, en niet naar Kuifje.
- Het verhaal werd zo populair onder lezers dat de supermarkt Grand Bazar in Antwerpen in 1958 zijn hallen ombouwde tot een groot ruimteschip, waarin de hoofdfiguren van het verhaal waren uitgebeeld. Als extra actie werden er Jerom-klikkertjes uitgedeeld, hoewel Jerom  niet meedoet in de verhalen uit de blauwe reeks, waaronder De gezanten van Mars.
- Op de kaften van de albums is bij de heruitgave in de rode reeks uitgerekend een van de weggelaten scènes uitgebeeld, die van de bijna-botsing met een meteoriet tijdens de "ruimtereis" die de als Martianen vermomde criminelen de drie vrienden laten maken. In een andere in de rode reeks weggelaten passage geeft professor Spinkopz meer uitleg over het mogelijk gebruik van ruimteschotels als geheim wapen.
- In de oorspronkelijke versie verwees Lambik, bij het passeren van de maan, naar het verhaal Mannen op de maan van Hergé dat een jaar eerder was verschenen.
- Twee jaar na De gezanten van Mars kwam in wat op dat moment de Vlaamse ongekleurde reeks was De snorrende snor uit, een verhaal met een enigszins vergelijkbaar thema.